# Cúpula de calor

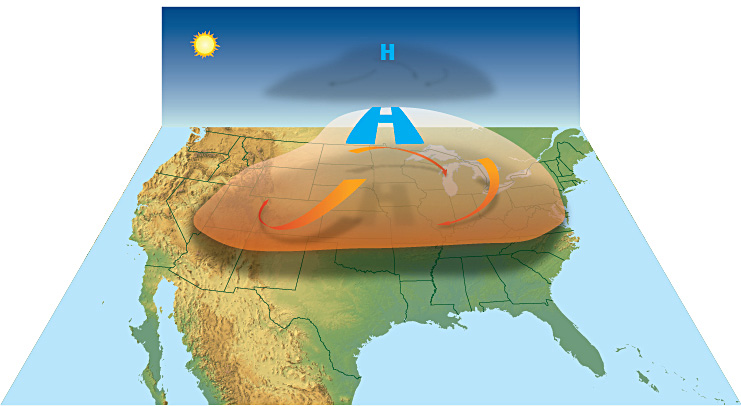
Diagrama de una cúpula de calor.

Una cúpula de calor o un domo de calor (del inglés: heat dome), en el lenguaje habitual, se refiere a un fenómeno meteorológico en el que un bloqueo anticiclónico persistente provoca un embolsamiento de aire caliente que llega hasta altas capas de la troposfera, lo que se ha comparado con la tapa de una olla. Los meteorólogos denominan a este fenómeno «bloqueo en omega».

## Formación de la cúpula de calor

Formación de la cúpula de calor

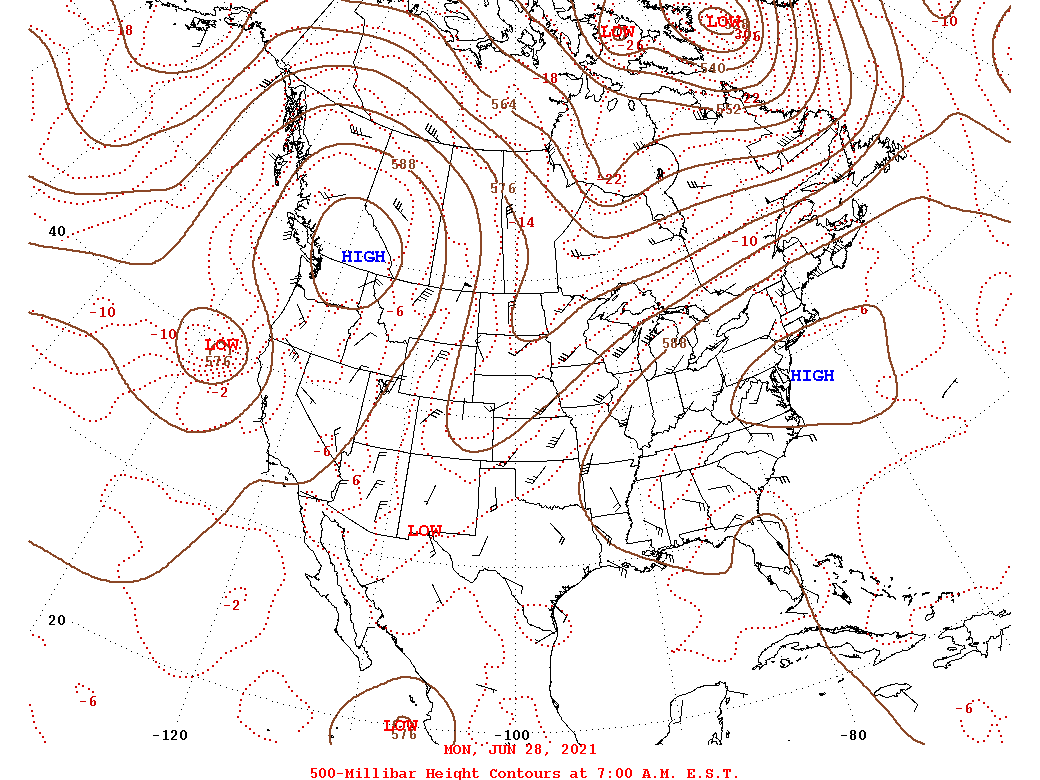
Carta meteorológica que muestra un bloqueo a 500 hPa y una cúpula de calor sobre el oeste de Canadá y los Estados Unidos en la ola de calor de junio de 2021.

En condiciones de calor y estabilidad, se forma una masa de aire caliente. El aire caliente trata de ascender, pero la alta presión de la atmósfera terrestre lo empuja hacia abajo. El aire se comprime, y, como su calor neto se encuentra ahora en un volumen menor, se calienta más. El aire queda atrapado en una especie de cúpula que provoca temperaturas anormalmente altas e incluso olas de calor en superficie.